# Hieracium neorepandum
Hieracium neorepandum es una especie de planta con flor del género Hieracium, de la familia Asteraceae, orden Asterales.

## Distribución
Hieracium neorepandum se distribuye por Islandia.

## Taxonomía
Fue descrita científicamente por P. D. Sell y C. West.